# Инчешти (Бихор)
Инчешти (рум. Incești) насеље је у Румунији у округу Бихор у општини Чеика. Oпштина се налази на надморској висини од 228 m.

## Становништво
Према подацима из 2002. године у насељу је живело 471 становника, од којих су сви румунске националности.